# Eugen Bilfinger
Eugen Karl Heinrich Bilfinger (* 12. Februar 1846 in Welzheim; † 21. Januar 1923 in Radebeul) war ein deutscher Naturheilkundler, Arzt und Autor. Er war ab 1912 leitender Arzt des Bilz-Sanatoriums.

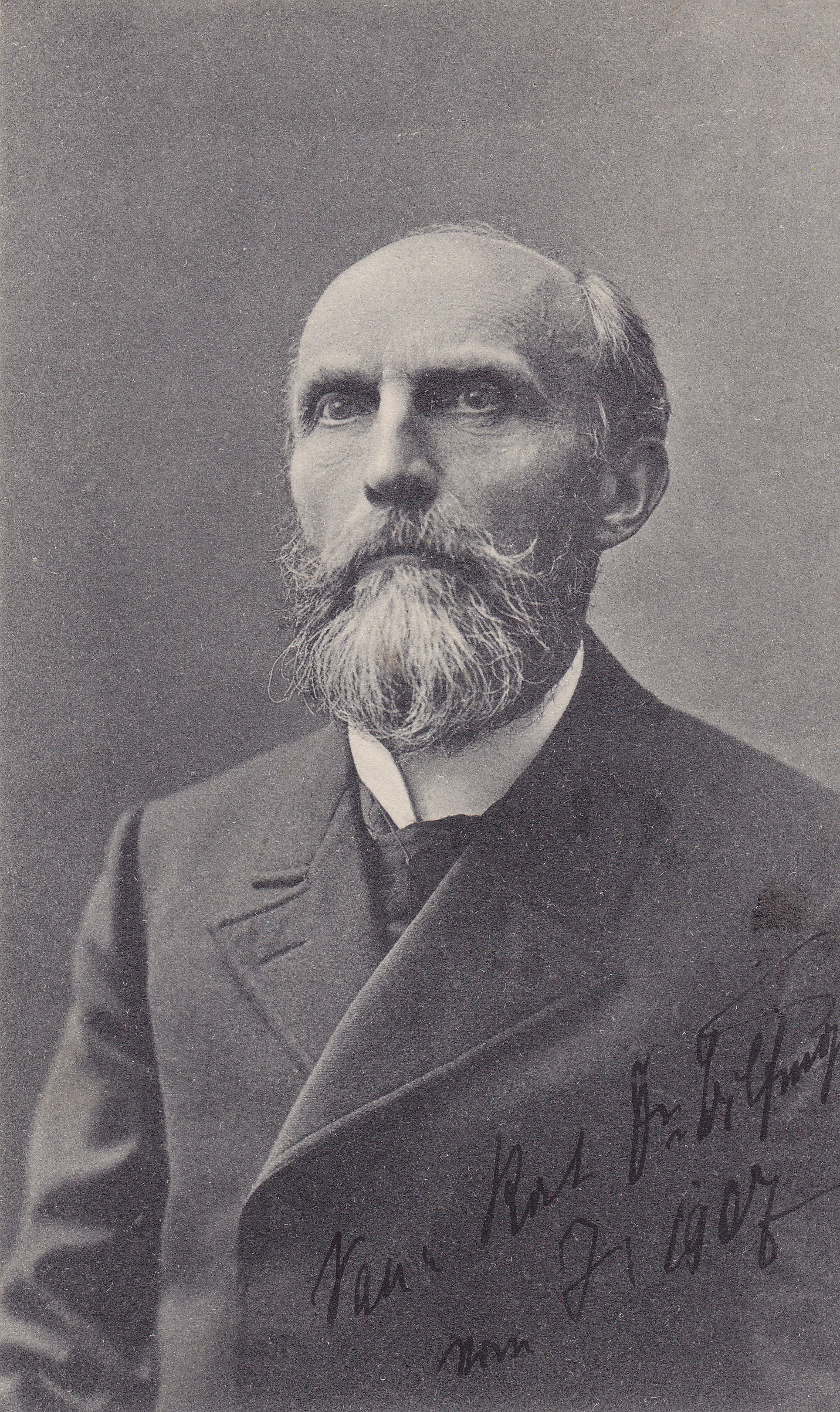
Eugen Bilfinger, um 1907

## Leben und Wirken
Der Sohn eines Apothekers studierte von 1865 bis 1869 Medizin in Tübingen und war zeitweise Mitglied der Burschenschaft Germania Tübingen. Er schloss seine Ausbildung zum Arzt mit der Promotion als Dr. med. ab. Später wurde er zum Sanitätsrat ernannt.
Bilfinger wurde in den 1870/1880er Jahren zum Gegner der Impfpflicht gegen Pocken und Befürworter der Schwitzkur und gleichzeitig zum kämpferischen Vertreter der Naturheilkunde, die er in Reden und Büchern vehement vertrat. Er gründete mit anderen 1908 in Eisenach den „Verein impfgegnerischer Ärzte“.
Nach leitenden Positionen in mehreren Heilanstalten wechselte Bilfinger 1912 als leitender Arzt zu Friedrich Eduard Bilz in dessen Oberlößnitzer Bilz-Sanatorium, wo er bis zu seinem Tode arbeitete und auch wohnte.
Bilfinger verfasste zahlreiche Schriften zu gesunder Lebensführung.

## Schriften
- Gesundheit und Vegetarismus. 1881.
- Für und wider den Impfzwang. 1882.
- Homöotherapie. 1889.
- Gesundheits-Almanach. W. Möller, 1897.
- Der Nerven-Naturarzt. 1897.
- Natürliche Heil- und Lebensweise: volksverständliche Vorträge und Abhandlungen über die wichtigsten Fragen auf dem Gebiete der naturgemässen Heilmethode. Hartung, 1898.
- Über Pflanzenheilverfahren. 1900.
- Das Auge und seine naturgemässe Pflege. Demme, Leipzig 1901.
- Zusammen mit Paul Aschke: Der Mensch seine Abstammung und Rasseentwicklung. F. E. Bilz, 1914.
- Der Nervenarzt auf hygienisch-biologischer Grundlage: Ratschläge f. Nervenkranke u. solche, die es nicht werden wollen. 6. überarb. Aufl., W. Möller, Oranienburg b. Berlin 1922.